# Аркола (Италија)
Аркола (итал. Arcola) је насеље у Италији у округу Ла Специја, региону Лигурија.
Према процени из 2011. у насељу је живело 5941 становника. Насеље се налази на надморској висини од 25 м.

## Становништво
| 1931. | 1936. | 1951. | 1961. | 1971. | 1981. | 1991. | 2001. | 2011.  |
| ----- | ----- | ----- | ----- | ----- | ----- | ----- | ----- | ------ |
| 6.835 | 7.225 | 8.033 | 8.093 | 8.680 | 9.560 | 9.579 | 9.914 | 10.316 |